# 波蒂雷塔马
波蒂雷塔马是巴西塞阿拉州的一个市镇。总面积409.238平方公里，总人口6468人，人口密度15.8人/平方公里。